# Bitterskräling
Bitterskräling (Naucoria amarescens) är en svampart som beskrevs av Quél. 1883. Enligt Catalogue of Life ingår Bitterskräling i släktet skrälingar,  och familjen Strophariaceae, men enligt Dyntaxa är tillhörigheten istället släktet skrälingar,  och familjen buktryfflar. Arten är reproducerande i Sverige. Inga underarter finns listade i Catalogue of Life.